# Sebastian Lohsse
Sebastian Lohsse (* 1977) ist ein deutscher Rechtswissenschaftler und Professor für Römisches Recht und Vergleichende Rechtsgeschichte, Bürgerliches Recht und Europäisches Privatrecht an der Universität Münster.

## Leben und Werk
Lohsse studierte von 1995 bis 2000 Rechtswissenschaft in Bonn und Edinburgh. Anschließend legte er sein erstes juristisches Examen in Köln ab. Bis 2005 war er wissenschaftlicher Mitarbeiter an der Universität Bonn bei Rolf Knütel. Hier folgte 2006 seine Promotion, die unter anderem mit dem Preis des Präsidenten der Italienischen Republik ausgezeichnet wurde. Im Jahr 2011 habilitierte er sich und erhielt die venia legendi für Bürgerliches Recht, Römisches Recht, Privatrechtsgeschichte der Neuzeit und Europäisches Privatrecht. 
Seit 2012 ist er Inhaber des Lehrstuhls an der Universität Münster und zudem Geschäftsführender Direktor des Centrums für Europäisches Privatrecht. Seit 2014 ist er  Teilprojektleiter im Exzellenzcluster Religion und Politik in den Kulturen der Vormoderne und der Moderne.

## Schriften (Auswahl)
- Römisches Privatrecht. Ein Studienbuch (begründet von Max Kaser, fortgeführt bis zur 21. Auflage von Rolf Knütel), 22. Auflage, C.H.Beck, München 2021, ISBN 978-3-406-74412-9.
- Forschungen zum Römischen Recht, Bd. 51, Böhlau, Köln 2008.